# Ekeby församling, Uppsala stift
Ekeby församling är en församling i Gimo pastorat i Upplands norra kontrakt i Uppsala stift. Församlingen ligger i Östhammars kommun i Uppsala län.

## Administrativ historik
Församlingen har medeltida ursprung.
Församlingen utgjorde under medeltiden ett eget pastorat för att därefter senast från 1500-talet till 1962 vara moderförsamling i pastoratet Ekeby och Bladåker. Från 1962 till 1972 var den moderförsamling i pastoratet Ekeby och Skäfthammar. Från 1972 var församlingen annexförsamling i pastoratet Hökhuvud, Skäfthammar och Ekeby, som från namnändrades 2014 till Gimo pastorat.

## Kyrkor
- Ekeby kyrka